# NGC 6891
NGC 6891 je planetární mlhovina v souhvězdí Delfína. Objevil ji anglický astronom Ralph Copeland 22. září 1884.
Od Země je vzdálená asi 11 800 světelných let.
Na obloze se nachází v západní části souhvězdí blízko hranice se souhvězdím Orla. Mlhovina má poměrně malou úhlovou velikost, takže při malém zvětšení dalekohledu vypadá pouze jako slabá hvězda. Její ústřední hvězda má magnitudu 12,5 a je tedy vidět až středně velkými dalekohledy.